# Nea Ionia
Nea Ionia (in greco Νέα Ιωνία?) è un comune della Grecia situato nella periferia dell'Attica (unità periferica di Atene Settentrionale) con 64 611 abitanti secondo i dati del censimento 2021. Il comune fu fondato per accogliere i profughi greci in fuga dalla Turchia, dopo la sconfitta nella guerra Greco-Turca.
Il nome del comune è quindi dovuto al toponimo dei cittadini ionici che lo popolarono.